# Ваут ван Ерт
Ваут ван Ерт (нід. Wout van Aert, нар. 15 вересня 1994) — бельгійський велогонщик, срібний призер Олімпійських ігор 2020 року.

## Виступи на Олімпіадах
| Олімпіада  | Дисципліна              | Місце |
| ---------- | ----------------------- | ----- |
| Токіо 2020 | групова шосейна гонка   | 2     |
| Токіо 2020 | роздільна шосейна гонка | 6     |

## Зовнішні посилання
- Ваут ван Ерт [Архівовано 15 квітня 2019 у Wayback Machine.] на сайті ProCyclingStats
- Ваут ван Ерт [Архівовано 3 червня 2021 у Wayback Machine.] на сайті Cycling Archives

1. ↑  https://www.uci.org/rider-details/75859